# Káva
Káva is een plaats (község) en gemeente in het Hongaarse comitaat Pest. Káva telt 682 inwoners (2001).